# British Bank of Northern Commerce
Die British Bank of Northern Commerce war eine britische Bank mit Hauptsitz in London. Das Unternehmen wurde 1912 von Knut Agathon Wallenberg von der Enskilda Bank aus Stockholm und Emil Glückstadt von der Landmandsbanken aus Kopenhagen gegründet. Neben diesen waren auch Bankiers aus Norwegen, Russland und Frankreich an der Bank beteiligt. Ziel des Unternehmens war die Förderung des Handels zwischen dem Vereinigten Königreich und Skandinavien. So war die Bank hauptsächlich an der Finanzierung Finnlands nach dessen Unabhängigkeit von Russland im Jahr 1917/18 beteiligt. Im Juni 1919 bot das Unternehmen John Maynard Keynes den Vorstandsvorsitz an. Dieser sollte mit £2000 vergütet werden, wobei Keynes nur einen Vormittag in der Woche hätte arbeiten müssen. Keynes hatte Wallenberg und Glückstadt während des Ersten Weltkriegs kennengelernt. Nachdem er sich mit verschiedenen Kollegen ausgetauscht hatte, lehnte er das Angebot schließlich ab.
Im Oktober 1920 schloss sich die Bank mit C.J. Hambro & Sons zusammen. Das neue Unternehmen firmierte ab diesem Zeitpunkt unter dem Namen Hambros Bank of Northern Commerce. Ab August 1921 führte das Unternehmen den Namen Hambros Bank.